# Утакмице фудбалске репрезентације Мађарске 1941.
| Домаћин · 1941 | Гост · 1941 |

Фудбалска репрезентација Мађарске је током 1941. године одиграла утакмице. Поред једне победе и једног ремија, веома неорганизована мађарска репрезентација је изгубила од немачког тима са 7 : 0. На пример, Габор Физи II из Газђара (Првенство Будимпеште) је био један од нападача. Други разлог за пораз великих размера били су одлични чланови немачке предње линије: Фриц Валтер, Хелмут Шен и Вилхем Ханеман.
Савезни селектори националног тима у овом периоду су били:
- Јожеф Фабиан 234 — 235.
- Денеш Гинзери 236. [note 1]

## Утакмице
| Југославија   | 1 : 1 (1 : 1) | Мађарска        |
| ------------- | ------------- | --------------- |
| Ваљаревић 43’ | Извештај      | Ласло Ђетваи 8’ |

| Немачка                                                                             | 7 : 0 (3 : 0) | Мађарска |
| ----------------------------------------------------------------------------------- | ------------- | -------- |
| Јанес 24’ (пен) · Валтер 28’ · Кобиерски 34’ · Ханеман 51’ 67’ · Хелмут Шен 62’ 81’ | Извештај      |          |

| Швајцарска | 1 : 2 (0 : 1) | Мађарска                          |
| ---------- | ------------- | --------------------------------- |
| Монард 77’ | Извештај      | Ковач 45’ · Шандор Олајкар II 74’ |

## Играчи репрезентације
| - Ласло Ђетваи - Ђула Женгелер - Шандор Биро - Ђула Лазар - Јулиу Бодола - Лајош Бароти - Франциск Шпилман (Ференц Шарвари) - Маћаш Тот |